# Athetis zombitsy
Athetis zombitsy là một loài bướm đêm trong họ Noctuidae.